# 1873 au théâtre
| Années du théâtre : 1870 - 1871 - 1872 - 1873 - 1874 - 1875 - 1876    |
| Décennies du théâtre : 1840 - 1850 - 1860 - 1870 - 1880 - 1890 - 1900 |

## Pièces de théâtre représentées
- 9 avril : 29 degrés à l'ombre d'Eugène Labiche, au Théâtre du Palais-Royal ;
- 10 juin : Panazol, comédie en un acte et en vers, d'Edmond Gondinet, créé à Paris au Théâtre du Vaudeville ;
- 15 novembre: Le Chef de division, comédie en trois actes, d'Edmond Gondinet, Théâtre du Palais-Royal ;
- 22 novembre : Libres !, drame en cinq actes et huit tableaux, d'Edmond Gondinet, Paris, Théâtre de la Porte-Saint-Martin.

## Naissances
- 18 janvier : Alfred von Bary, ténor germano-maltais († 13 septembre 1926).

## Décès
- 27 avril : William Charles Macready (° 3 mars 1793).